# Bemiddelingskosten
Bemiddelingskosten zijn kosten die in rekening worden gebracht door een bemiddelaar die succesvol twee partijen tot elkaar brengt met een bepaald doel, zoals het kopen en verkopen van een woning. De bemiddelingskosten worden in rekening gebracht bij de opdrachtgever van de bemiddelaar. Hierbij kan gedacht worden aan een huurder die een makelaar een opdracht geeft voor het zoeken naar een geschikte woning. De handelingen die een makelaar moet verrichten voordat er een huurovereenkomst ontstaat, zijn voor de rekening van de huurder. Gebruikelijk in de huursector is dat de bemiddelingskosten één maand huur + 21% btw bedragen. Soms ontstaat er verwarring over wie de bemiddelingskosten moet betalen, zodra de bemiddelaar voor twee partijen bemiddelt.

## Wet
De bemiddelingskosten staan geregeld in een bemiddelingsovereenkomst. Een bemiddelingsovereenkomst is een vormvrije overeenkomst volgens artikel 37 van Boek 3 van het Burgerlijk Wetboek (BW). Dit houdt in dat het zonder vormvereiste tot stand kan komen. De bemiddelingsovereenkomst is geregeld in artikel 425 van Boek 7 van het BW:

De bemiddelingsovereenkomst is de overeenkomst van opdracht waarbij de ene partij, de opdrachtnemer, zich tegenover de andere partij, de opdrachtgever, verbindt tegen loon als tussenpersoon werkzaam te zijn bij het tot stand brengen van een of meer overeenkomsten tussen de opdrachtgever en derden.

Uit dit artikel blijkt dat er voldaan moet zijn aan drie bestanddelen:
- Opdrachtnemer verbindt zich tegen loon
- Werkzaam te zijn bij totstandkoming van overeenkomst
- Totstandkoming overeenkomst tussen opdrachtgever en derde

De belangrijkste verplichting van de bemiddelaar is het tot stand brengen van een overeenkomst tussen huurder en verhuurder, zodra dat is gelukt is het een verplichting van de opdrachtgever om loon/vergoeding (bemiddelingskosten) te betalen aan de bemiddelaar. Dit staat geregeld in art. 7:426 lid 1 BW. Wat vaak bij bemiddelingsovereenkomsten van bemiddelaars gebeurt is dat loon wordt vervangen door een vast bedrag bij totstandkoming van een huurovereenkomst, bijvoorbeeld één maand huur + 21% btw.

## Twee heren dienen
In art 7:427 BW staat geregeld dat een bemiddelaar wel voor twee partijen mag optreden, alleen dan mag er geen strijd zijn tussen de belangen van beide partijen. Voor het huurrecht zijn nog enkele aanvullende beperking opgenomen in art. 7:417 BW. In lid 2 staat dat de bemiddelaar alleen mag bemiddelen voor een huurder die tevens consument is en die niet handelt in de uitvoering van beroep of bedrijf, als deze daarvoor schriftelijke toestemming heeft gegeven. Lid 4 verbiedt bovendien het in rekening brengen van bemiddelingskosten aan deze consumenthuurder bij wederzijdse bemiddeling. In het derde lid van artikel 7:417 BW is bepaald dat geen bemiddelingskosten verschuldigd zijn door de partij wiens belang is geschaad door de wederzijdse bemiddeling of als de consumenthuurder geen schriftelijke toestemming heeft gegeven voor de wederzijdse bemiddeling.
Ter verduidelijking: als de verhuurder en de consumenthuurder dezelfde bemiddelaar een opdracht geven om, respectievelijk, voor deze consumenthuurder een geschikte woonruimte te vinden en voor de verhuurder een geschikte huurder voor zijn woonruimte, dan mag de bemiddelaar slechts kosten rekenen aan de verhuurder. Wanneer de bemiddelaar slechts voor de consumenthuurder bemiddelt, mag de bemiddelaar kosten rekenen aan de huurder. Dit is tevens het geval indien de verhuurder en de consument huurder beiden een eigen bemiddelaar hebben. Dan zijn beide partijen kosten verschuldigd aan hun eigen bemiddelaar.
Het kan voorkomen dat een beroep op artikel 7:417 BW niet slaagt, bijvoorbeeld omdat het toch gaat om enkelzijdige bemiddelingskosten of omdat de huurder geen consumenthuurder is. In dat geval biedt artikel 7:264 BW nog een mogelijkheid tot bescherming. Dit artikel verklaart alle bij de huurovereenkomst gemaakte bedingen nietig die aan één partij een niet redelijk voordeel bieden.

## Verwarring
Een bemiddelaar bemiddelt voor beide partijen, verhuurder en huurder, maar brengt alleen kosten in rekening brengt bij huurder. Bij de definitie van een bemiddelingsovereenkomst staat dat de opdrachtnemer zich verbindt tegen loon om de opdracht uit te voeren. Dit houdt in dat zodra er geen kosten in rekening worden gebracht, er geen sprake is van een bemiddelingsovereenkomst. In dit geval zal de huurder de bemiddelingskosten moeten betalen.
De jurisprudentie geeft duidelijkheid in de verwarring.

## Jurisprudentie
Rb. Amsterdam 16-01-2014, zaaknummer: 2074893 CV EXPL 13-13869
Een bemiddelaar had een woning te huur aangeboden door middel van plaatsing van een advertentie op haar website. Belangstellenden voor deze woning dienden contact op te nemen met de bemiddelaar. Feitelijk gezien komt dit erop neer dat de verhuurder de woning te huur heeft aangeboden op de website van bemiddelaar en dat de verhuurder daarmee opdrachtgever/lastgever van bemiddelaar is. Daaraan doet niet af dat bemiddelaar zoals zij stelt, de eigenaar van de woning niet kent en slechts contact had met de bemiddelaar die opdracht van de verhuurder had gekregen om de woning te verhuren. Door de woning op haar website te zetten handelde de bemiddelaar feitelijk in opdracht van de eigenaar/verhuurder, in dit geval door vertegenwoordiging van de eigenaar/verhuurder door de door hem/haar ingeschakelde bemiddelaar die de woning aan de bemiddelaar heeft doorgegeven ter plaatsing op haar website. Dat de eigenaar/verhuurder geen bemiddelingskosten aan de bemiddelaar heeft betaald, doet niet af aan de totstandkoming van een bemiddelingsopdracht tussen de eigenaar/verhuurder en de bemiddelaar. Voor de totstandkoming van een dergelijke overeenkomst is niet vereist dat deze schriftelijk wordt vastgelegd, noch dat partijen een vergoeding hebben afgesproken, dan wel dat een bemiddelingscourtage is betaald
Rb. Noord Nederland 02-01-2014, zaaknummer: 2258295 CV EXPL 13-9761
Een huurder had interesse in woningen, om hierop te kunnen reageren, diende ze zich in te schrijven in het register van de bemiddelaar. Hiermee gaf de huurder opdracht tot bemiddeling. De rechter oordeelde deze situatie als volgt. De bemiddelaar had de woning te huur aangeboden door middel van plaatsing van een advertentie op haar website. Belangstellenden voor deze woning dienden contact op te nemen met de bemiddelaar. Feitelijk gezien komt dit erop neer dat de verhuurder de woning te huur heeft aangeboden op de website van de bemiddelaar en dat de verhuurder daarmee opdrachtgever/lastgever van de bemiddelaar is. Daaraan doet niet af dat er geen vergoeding van de verhuurder werd ontvangen. Voor de totstandkoming van een dergelijke overeenkomst is niet vereist dat partijen een vergoeding hebben afgesproken.
Rb. Den Haag 24-12-2013, zaaknummer: 2293657 RL EXPL 13-25337
Een huurder heeft een woning gevonden op Marktplaats.nl en op basis van die gegevens contact gezocht met de bemiddelaar. De rechter stelde daarom vast dat de verhuurder een opdrachtgever van de bemiddelaar is. Het komt er immers op neer dat de verhuurder de woning te huur heeft aangeboden en daarbij gebruik heeft gemaakt van de diensten van de bemiddelaar, die zorgde voor advertenties. Dat de bemiddelaar diensten heeft geleverd aan de huurder, doet daar niet aan af. De huurder kan in dit geval ook als opdrachtgever van de bemiddelaar worden aangemerkt.